# 스포츠와 인종
스포츠와 인종에 관련한 문제들은 장시간 학장들에 의해 연구되어 왔다. 이 문제들 중에는 스포츠 내의 인종 차별, 각기 다른 스포츠마다 각기 다른 인종적 비하의 관찰이 포함된다.

## IOC의 관점
IOC는 남아프리카공화국의 인종차별정책에 항의하고 남아공화국의 1964년의 동경올림픽에의 참가를 금지했었다. 68년 2월 그로노블(프랑스)에서 열린 IOC총회는 남아공화국이 백인과 비백인과의 합동팀으로 참가할 것을 서약하게 하자는 전위원의 우편투표에서 9표차로 이를 승인하고 남아공화국의 복귀를 허가하게 되었다. 그런데 아프리카 제국은 전부터 소련 및 공산권제국, 아시아·아랍제국, 이탈리아, 스웨덴, 벨기에, 멕시코 등의 올림픽 위원회에 "인종차별 정책 그 자체가 폐지되어 있지 않다"는 것을 이유로 남아공화국이 멕시코 올림픽에 참가한다면 일제히 보이콧할 의향을 밝혀 국제적인 논의를 일으켰다. 한편 미국에서도 흑인들 사이에 올림픽 보이콧 운동이 있었으나 올림픽에서 인종차별 문제가 분쟁의 원인이 된 것은 남아공화국이 최초의 경우라고 하겠다.

## 같이 보기
- 마지 쇼트
- 10초 벽
- 블랙 파워 설루트
- 글로리 로드

## 참고 문헌
- Lomax, Michael E., 편집. (2008). 《Sports and the Racial Divide: African American and Latino Experience in an Era of Change》. Jackson, Mississippi: University Press of Mississippi. ISBN 978-1-60473-014-2.